# Limacodidae
Limacodidae sau Euclidae  este o familie de molii din superfamilia Zygaenoidea sau Cossoidea; plasarea exactă este disputată. Speciile sunt câteodată denumite molii melc datorită asemănării omizilor cu melcii. 

## Specii notabile
- Phobetron pithecium
- Lithacodes fasciola
- Euclea delphinii
- Isa textula
- Prolimacoides badia
- Latoia viridissima
- Sibine stimulea

## Galerie

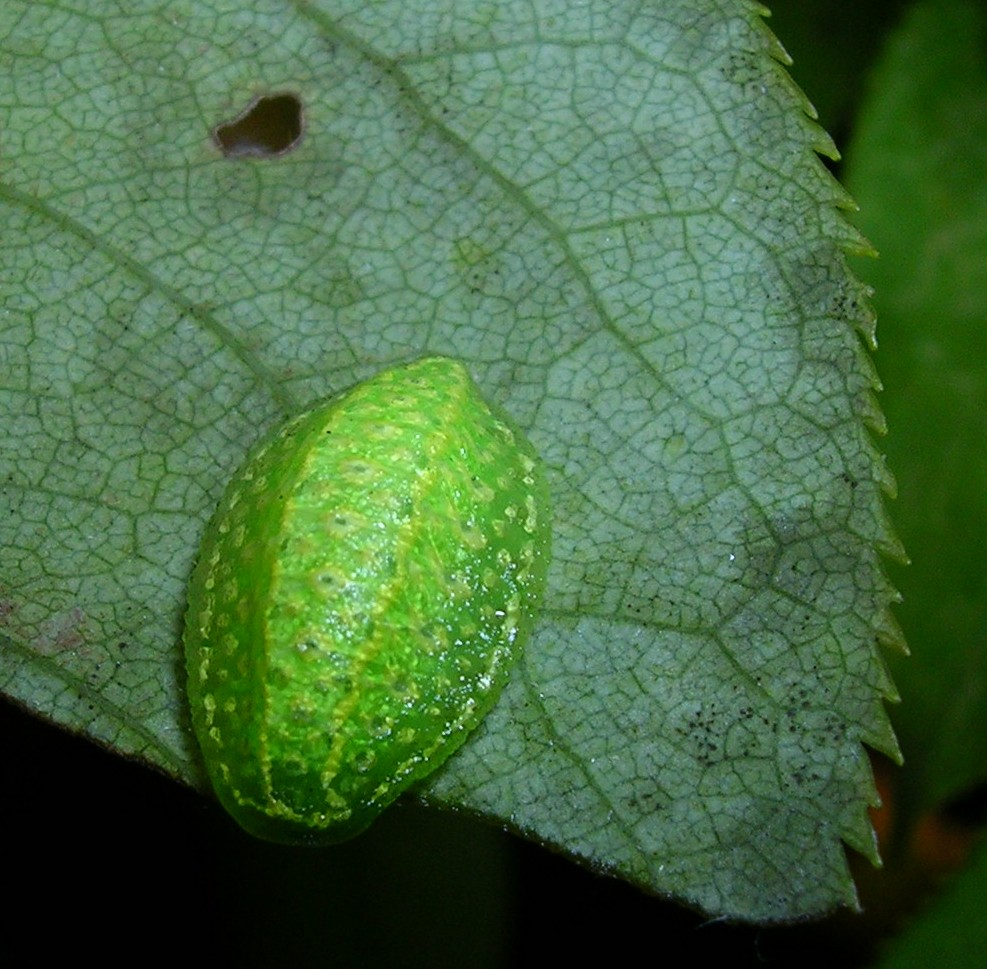
Larvă de Lithacodes fasciola, un exemplu tipic pentru forma corpului
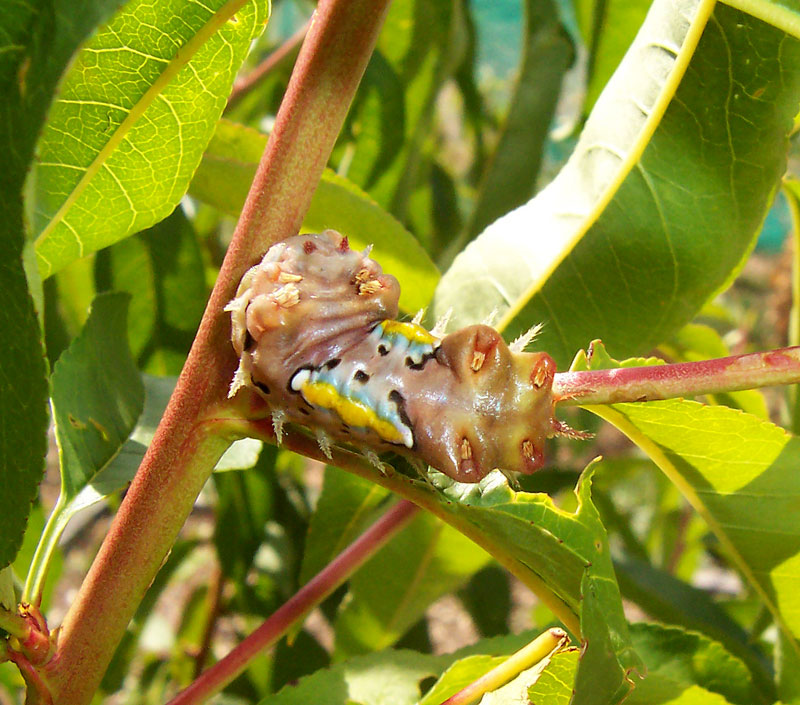
Larvă de Limacodid, arătând culorile vii
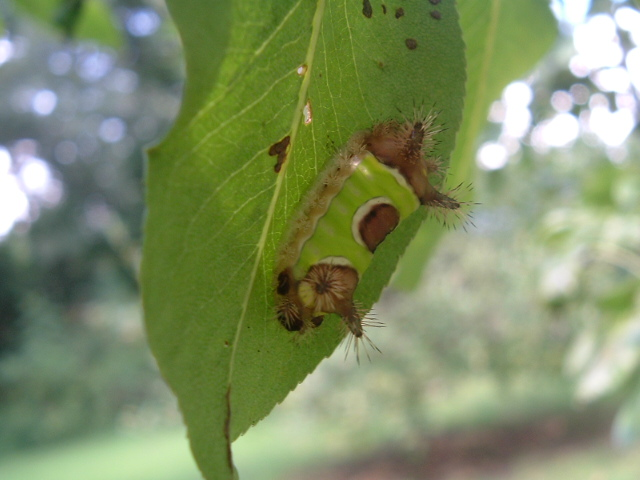
Larvă de Sibine stimulea
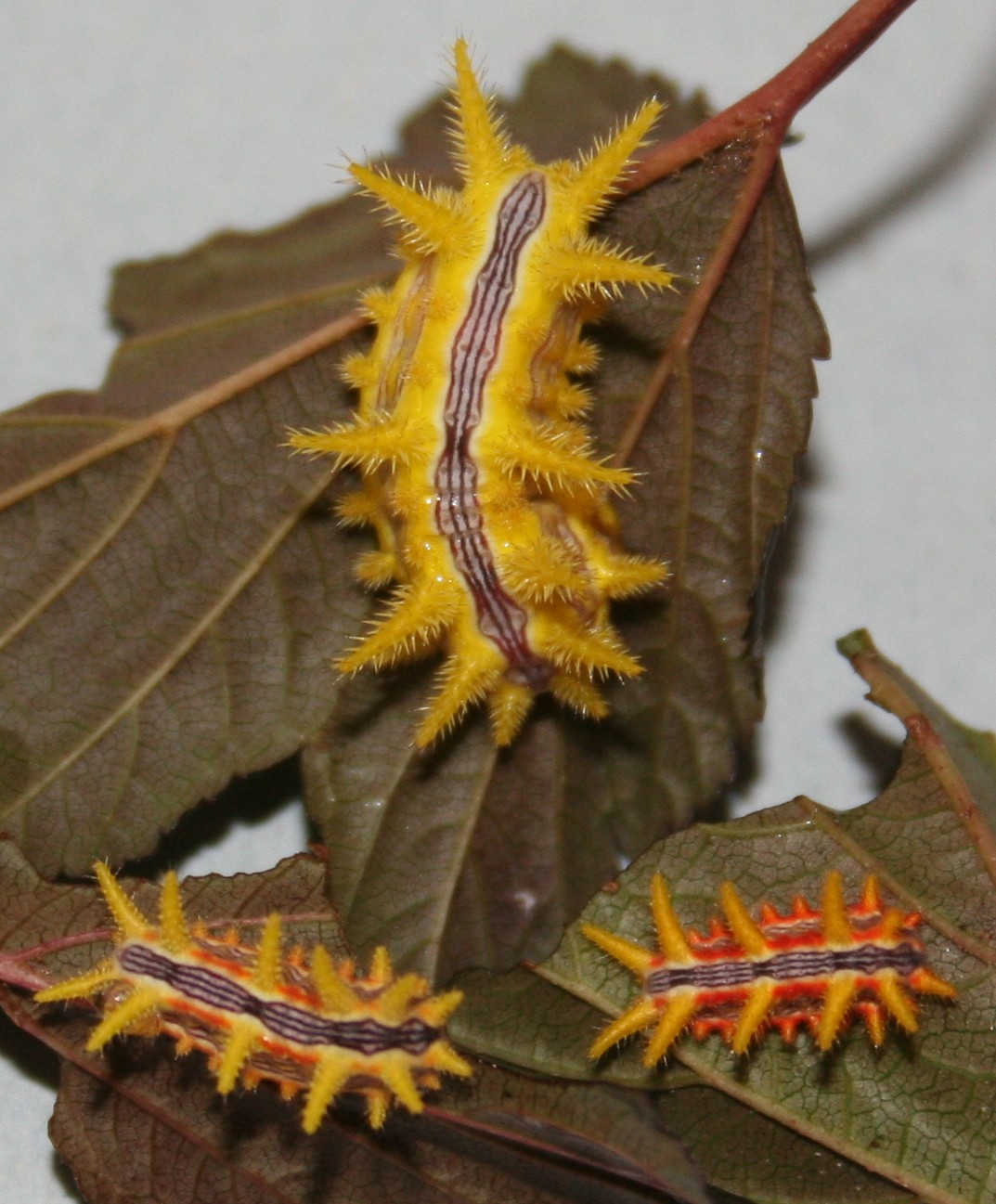
Omizi de Parasa indetermina
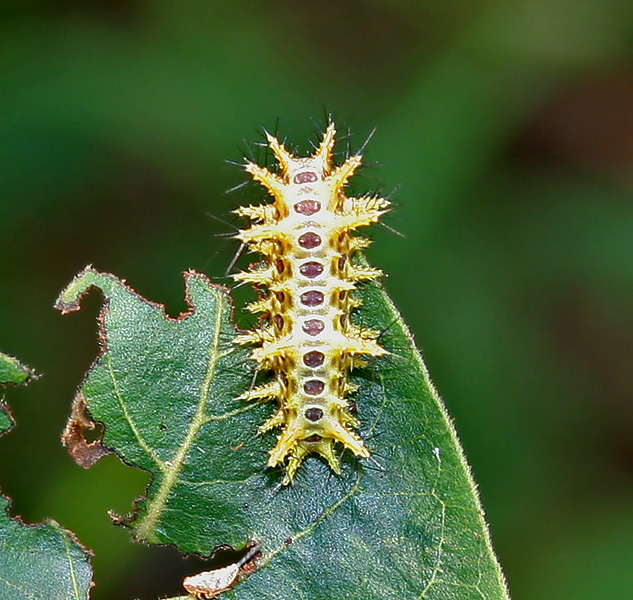
Omidă de Limacodid